# 遊吟
遊吟（ゆうぎん、英語: YU-GIN）は、日本の男性兄弟によるフォークデュオ。1998年結成。所属芸能事務所兼レコード会社とレーベルはミュージア。

## 概要
1998年、伸治が15歳の頃に家の押入れにあった父親のギターを遊び半分に弾き始め、卓は当時小学6年生であった11歳よりギターを弾き、それがきっかけで音楽の世界へ興味を抱くようになった。卓は、伸治とは別の人物とグループを組んで活動していたが、伸治の誘いに応じグループを解散、遊吟の結成に至る。
2003年、NHK衛星第2テレビジョン『おーい、ニッポン』内の「県のうた」オーディションに卓が参加。最終オーディションに進み、スピッツの「空も飛べるはず」を歌唱した。なお、このオーディションで優勝したのは、卓の実姉（伸治から見れば実妹）の六子と、元美女木ジャンクションのねーさんからなるフォークデュオ・ロッカの楽曲「だんだん」であった。
2005年より島根県を中心に本格的に活動をはじめ、ライブハウスやインストアイベント等で常時300人の動員を誇り、島根県内において半年でCD1万枚を完売させるという快挙を成し遂げる。
デュオ名は吟遊詩人に由来しており、「いろいろな所を周って歌を聞いてくれる人達へ幸せを運びたい」「2人でいつまでも歌い続けたい」という思いが込められている。

## メンバー
| 名前 | 本名     | パート                                         | 生年月日              | 出身地       | 血液型 |
| ---- | -------- | ---------------------------------------------- | --------------------- | ------------ | ------ |
| 伸治 | 土江伸治 | ボーカル、ギター、作詞、作曲、編曲             | 1982年6月2日（43歳）  | 島根県松江市 | O型    |
| 卓   | 土江卓   | ボーカル、ギター、タンバリン、作詞、作曲、編曲 | 1986年12月6日（38歳） | 島根県松江市 | B型    |

## 略歴
- 1998年
  - デュオ結成。
- 2005年
  - 地元である島根県を中心に活動開始。ミュージアに所属する。
  - 6月 - ミュージアより、1stシングル「君が僕を愛してくれたから」でインディーズデビュー。
  - 10月 - 2ndシングル「Stand By You」を発売。
- 2006年
  - つばさプラスに移籍。
  - 3rdシングル「ライン」を発売。
  - 8月15日 - 4thシングル「センチメンタルサマー」より、ソニー・ミュージックマーケティングに販売委託された、つばさプラスのレーベルであるTsubasa Recordsからの全国流通販売に変わった。
- 2007年
  - 5月 - 上京。
  - 10月 - 「Fate」がフジテレビ系列恋愛バラエティ番組『あいのり』の主題歌に抜擢される。
- 2008年
  - 1月9日 - 9thシングル「Fate」と、インディーズ時代の楽曲を収録したベストアルバム『Days』の同時発売でメジャーデビュー。両作より、販売委託先がエイベックス・エンタテインメントに変わった。
  - 1月16日 - 「Fate」がオリコン初登場4位を記録。
  - 11月5日 - 2ndアルバム『ライン』を発売。
- 2013年
  - 1月 - 伸治が喉の治療に専念するためライブ活動を一時休止。
  - 4月 - 伸治が喉の手術から復帰し、活動再開。
- 2015年
  - 3月1日 - 活動休止[1]。
- 2016年
  - 3月 - 活動再開[2]。

## 作品

### シングル
|     | 発売日         | タイトル             | 規格 | 規格品番  | オリコン | 初収録アルバム |
| --- | -------------- | -------------------- | ---- | --------- | -------- | -------------- |
| 4th | 2006年8月15日  | センチメンタルサマー | CD   | TRNW-0005 | 圏外     | 未収録         |
| 5th | 2006年10月20日 | 七色の変光星         | CD   | TRNW-0006 | 圏外     | Days           |
| 6th | 2006年12月11日 | イヴの夜             | CD   | TRNW-0007 | 圏外     | 未収録         |
| 7th | 2007年4月11日  | あの日の2人のように  | CD   | TRNW-0011 | 圏外     | 未収録         |
| 8th | 2007年8月15日  | 水花火               | CD   | TRNW-0013 | 圏外     | Days           |

|     | 発売日        | タイトル                  | 規格   | 規格品番                       | オリコン | 初収録アルバム |
| --- | ------------- | ------------------------- | ------ | ------------------------------ | -------- | -------------- |
| 1st | 2008年1月9日  | Fate                      | CD+DVD | XNTR-15004/B（初回生産限定盤） | 4位      | ライン         |
| 1st | 2008年1月9日  | Fate                      | CD     | XNTR-15005（通常盤）           | 4位      | ライン         |
| 2nd | 2008年4月30日 | チェックメイト            | CD+DVD | XNTR-15007/B（初回生産限定盤） | 39位     | ライン         |
| 2nd | 2008年4月30日 | チェックメイト            | CD     | XNTR-15008（通常盤）           | 39位     | ライン         |
| 3rd | 2008年9月24日 | あの日の2人のように       | CD+DVD | XNTR-15018/B（初回生産限定盤） | 74位     | ライン         |
| 3rd | 2008年9月24日 | あの日の2人のように       | CD     | XNTR-15019（通常盤）           | 74位     | ライン         |
| 4th | 2010年2月10日 | 旅立ち/チェリーブロッサム | CD     | XNTR-15029                     | 134位    | 未公表         |
| 5th | 2012年6月6日  | カラフル                  | CD     | XNTR-15034                     | 圏外     | 未公表         |

### オリジナルアルバム
|     | 発売日        | タイトル | 規格 | 規格品番   | オリコン |
| --- | ------------- | -------- | ---- | ---------- | -------- |
| 2nd | 2008年11月5日 | ライン   | CD   | XNTR-15020 | 110位    |

### ミニアルバム
|     | 発売日        | タイトル   | 規格 | 規格品番   | オリコン |
| --- | ------------- | ---------- | ---- | ---------- | -------- |
| 1st | 2009年6月17日 | テノヒラ   | CD   | XNTR-15023 | 192位    |
| 2nd | 2011年3月9日  | ハリねずみ | CD   | XNTR-15033 | 圏外     |

|     | 発売日        | タイトル     | 規格 | 規格品番   | オリコン |
| --- | ------------- | ------------ | ---- | ---------- | -------- |
| 3rd | 2014年5月14日 | メビウスの輪 | CD   | MUCD-02714 | 圏外     |

### ベストアルバム
|     | 発売日       | タイトル | 規格 | 規格品番   | オリコン |
| --- | ------------ | -------- | ---- | ---------- | -------- |
| 1st | 2008年1月9日 | Days     | CD   | XNTR-15006 | 139位    |

### 参加作品
| 発売日        | 作品タイトル                                                                                 | アーティスト名 | 収録曲     |
| ------------- | -------------------------------------------------------------------------------------------- | -------------- | ---------- |
| 2008年3月19日 | 上原隆のオールナイトニッポンサポーターズpresents働楽〜ドウラク                               | オムニバス     | 方程式     |
| 2009年1月28日 | ディズニー・ドリーム・ポップ 〜トリビュート・トゥ・東京ディズニーリゾート 25thアニバーサリー | オムニバス     | 星に願いを |
| 2009年7月29日 | あいのり 1999-2009 THE BEST OF LOVE SONGS                                                    | オムニバス     | Fate       |
| 2010年4月21日 | DJミッキーマウスといっしょ ディズニー・ドライブ・チューンズ                                  | ディズニー     | 星に願いを |
| 2014年5月24日 | ほーむ                                                                                       | オムニバス     | DEAR       |

## タイアップ一覧
| 年     | 楽曲                | タイアップ先                                                                                    |
| ------ | ------------------- | ----------------------------------------------------------------------------------------------- |
| 2007年 | 光                  | 人材派遣会社『ワイズ』CMソング                                                                  |
| 2008年 | Fate                | フジテレビ系列恋愛バラエティ番組『あいのり』主題歌                                              |
| 2008年 | チェックメイト      | パラマウント ピクチャーズ ジャパン配給映画『スパイダーウィックの謎』日本語版イメージソング      |
| 2008年 | あの日の2人のように | フジテレビ系列スポーツ中継番組『タケダスポーツスペシャル2008 北海道マラソン』エンディングテーマ |
| 2008年 | あの日の2人のように | テレビ東京系列バラエティ番組『スキバラ』2008年9月度エンディングテーマ                           |
| 2010年 | チェリーブロッサム  | 日本テレビ系列情報バラエティ番組「おもいッきりDON!」2010年2月度エンディングテーマ               |
| 2018年 | Love you            | 結婚式場『アンジェグレースガーデン』CMソング                                                    |

## 出演

### ラジオ
- MBSラジオ「河本準一のイキナリッ」（日曜23時30分〜24時00分）
- AMラジオ「遊吟 STAND BY YOU」（山口放送、茨城放送、山陰放送の3局ネット）

### DVD
- つばさ祭'07〜春の陣〜

### 雑誌
- PATi PATi

### モバイル
- FLYING POSTMAN MOBILE